# Anacamptodes defectaria
Anacamptodes defectaria är en fjärilsart som beskrevs av Achille Guenée 1858. Anacamptodes defectaria ingår i släktet Anacamptodes och familjen mätare. Inga underarter finns listade i Catalogue of Life.

## Bildgalleri

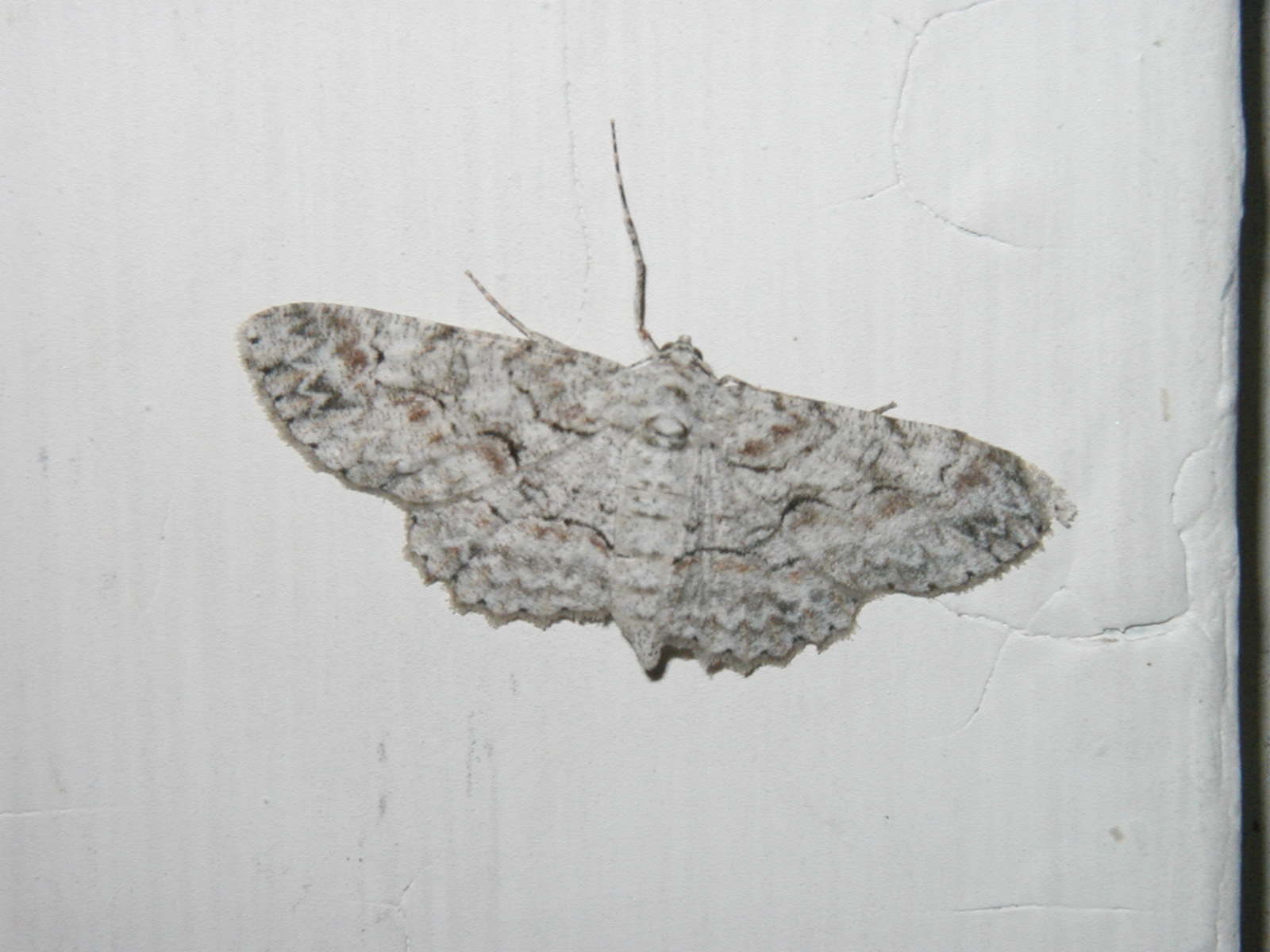